# Waliden, enfant d’autrui
Série
Oumou Sangaré, un destin de femme
(2009)
Pour plus de détails, voir Fiche technique et Distribution.
Waliden, enfant d’autrui est un film documentaire malien réalisé par Awa Traoré, sorti en 2009,.

## Fiche technique
- Titre français : Waliden, enfant d’autrui[3]
- Réalisateur : Awa Traoré
- Scénario :
- Producteur : Angele Diabang Brener
- Costumière :
- image : Aldo Lee
- Montage : Yaël Bitton
- Son : Yiriyé Sabo
- Distribution : Les Films d'un jour
- Genre : Documentaire
- Durée :
- Date de sortie : 2009

## Prix
- 2009 : Sélection Afrique aux États généraux du film documentaire de la Lussas
- 2011 : Waliden est à la Sélection Panorama lors du FESPACO 2011 (Ouagadougou,  Burkina Faso)
- avril 2010 : Prix du meilleur message et idée au Anasy Documentary Awards à Abu Dhabi
- février 2010 : 2e prix du public au Festival Lumière d’Afrique (Dakar)[4]